# Bow (rzeka w Australii Zachodniej)
Bow – strumień w Australii, w stanie Australia Zachodnia. Ma 22 km długości i 5 m głębokości.

## Położenie i przebieg
Strumień wypływa na skraju parku narodowego Mount Frankland National Park. Płynie w kierunku południowym. Uchodzi do zatoki Irwin Inlet Oceanu Południowego, między miejscowościami Denmark a Walpole, na południowym wybrzeżu Australii. Chociaż część strumienia została zbadana w 1833 roku, pochodzenie jego nazwy pozostaje nieznane, a na mapach pojawił się on dopiero w 1911 roku.

## Fauna i flora
Obszar wokół strumienia charakteryzuje się wyjątkowym bogactwem endemicznych gatunków fauny i flory oraz wysokimi wartościami przyrodniczymi. Występują tu m.in. endemiczne dla regionu gatunki, takie jak grubogonik z gatunku Sminthopsis griseoventer, kuoka krótkoogonowa i ostronóg nektarowy, a także gatunki reliktowe – ślimak Bothriembryon revectus i płaz bezogonowy Geocrinia leai. Obszar ten stanowi również najdalej na południowy zachód wysunięte stanowisko występowania ślepego węża Ramphotyphlops australis. Znajdują się tu siedliska chronionych gatunków nietoperzy owadożernych, takich jak mrocznik czekoladowy i lasomroczek królewski. Wśród rzadkich lub występujących na ograniczonym obszarze geograficznym gatunków roślin w pobliżu strumienia rosną m.in. Eucalyptus jacksonii i Gastrolobium brownii, a także rzadko spotykany gatunek eukaliptusa, kwitnący na czerwono Eucalyptus ficifolia.

## Znaczenie dla człowieka
Podobnie jak inne cieki wodne w południowo-zachodniej Australii, strumień Bow odgrywał kluczową rolę w życiu duchowym i społecznym ludów Noongar. Według tradycji został stworzony przez Warkle, mitycznego węża wodnego. Dwa razy do roku służył jako szlak wędrówek dla plemion śródlądowych, takich jak Kaneang, które podążały jego biegiem w kierunku zatoki Irwin Inlet, aby uczestniczyć w ceremoniach organizowanych przez społeczność Wadandi. W czasie tych wypraw zbierano rośliny lecznicze i rytualne, pozyskiwano drewno na włócznie oraz kamienie na ostrza i narzędzia. Wymieniano się także dobrami, zawierano małżeństwa i rozstrzygano spory. Rytuały, tańce i śpiewy trwały wiele dni, a wydarzenie stanowiło ważny element utrwalania więzi między różnymi klanami i przekazywania wiedzy między pokoleniami.